# Чашкан (станция)
Чашкан — железнодорожная станция в Соль-Илецком городском округе Оренбургской области на территории бывшего Григорьевского сельсовета.

## География
Расположен на расстоянии примерно 22 километра по прямой на восток-юго-восток от окружного центра города Соль-Илецк.

## Климат
Климат резко континентальный, характеризующийся холодной суровой зимой, жарким летом, быстрым переходом от зимы к лету, недостаточностью атмосферных осадков. Зимой территория находится под влиянием холодных материковых воздушных масс, а летом из полупустынь Казахстана приходит континентальный «горячий» воздух, в результате чего почти ежегодно наблюдаются засушливые и суховейные периоды. Среднегодовая температура воздуха (+5,0 °C). Среднемесячная температура воздуха самого холодного месяца: −13,0 °C (январь, февраль). Среднемесячная температура воздуха самого жаркого месяца: +22,6 °C (июль). Среднегодовое количество осадков составляет 339 мм. Основная сумма осадков выпадает в тёплый период года (апрель-октябрь) и составляет 168 мм. В холодный период (ноябрь-март) осадков выпадает 153 мм.

## История
Станция построена была в 1903—1904 при строительстве железной дороги Оренбург—Ташкент, станционный посёлок у станции был основан не раньше 1906 года. Инженеры вынуждены были построить станцию Чашкан в стороне от Григорьевки (на этом настаивали местные казаки), на расстоянии трёх километров от неё, на самой окраине казачьих земель, вблизи бывшей границы с киргиз-кайсакской степью. Железнодорожную станцию хотели назвать Григорьевской по селу Григорьевка, так как станция находилась сравнительно недалеко от этого села. Местные казаки выступили и против этого. Станцию назвали по речке Чашкан — левому притоку реки Курала, впадающей в Илек.

## Население
Постоянное население составляло 210 человек в 2002 году (русские 39 %, казахи 49 %), 168 в 2010 году.